# بركت أبيض
بروكت أبيض (الاسم العلمي:Mazama tienhoveni) (بالإنجليزية: Fair brocket أو White brocket deer)‏ هو نوع من الحيوانات يتبع جنس البروكت من فصيلة الأيليات.